# Axel Jacobsen
Axel Jacobsen (ur. 10 lipca 1984 w Necochea) – duński siatkarz, reprezentant kraju, występujący na pozycji rozgrywającego. Podpisał kontrakt z polską drużyną AZS Olsztyn w trakcie sezonu 2010/2011, w której występował do jego końca. 

## Sukcesy klubowe
Liga duńska:
- 2005

MEVZA:
- 2007, 2008

Liga austriacka:
- 2007, 2008

Puchar ACLAV:
- 2015, 2016

Liga argentyńska:
- 2016, 2017
- 2015

Klubowe Mistrzostwa Świata:
- 2015

Klubowe Mistrzostwa Ameryki Południowej:
- 2017
- 2016

Puchar Izraela:
- 2018

Liga izraelska:
- 2018

Puchar Ligi Greckiej:
- 2020, 2022[3], 2023[4]

Liga grecka:
- 2020, 2022[5]
- 2021, 2023[6]

Superpuchar Grecji:
- 2022